# ロバート・W・チェンバース

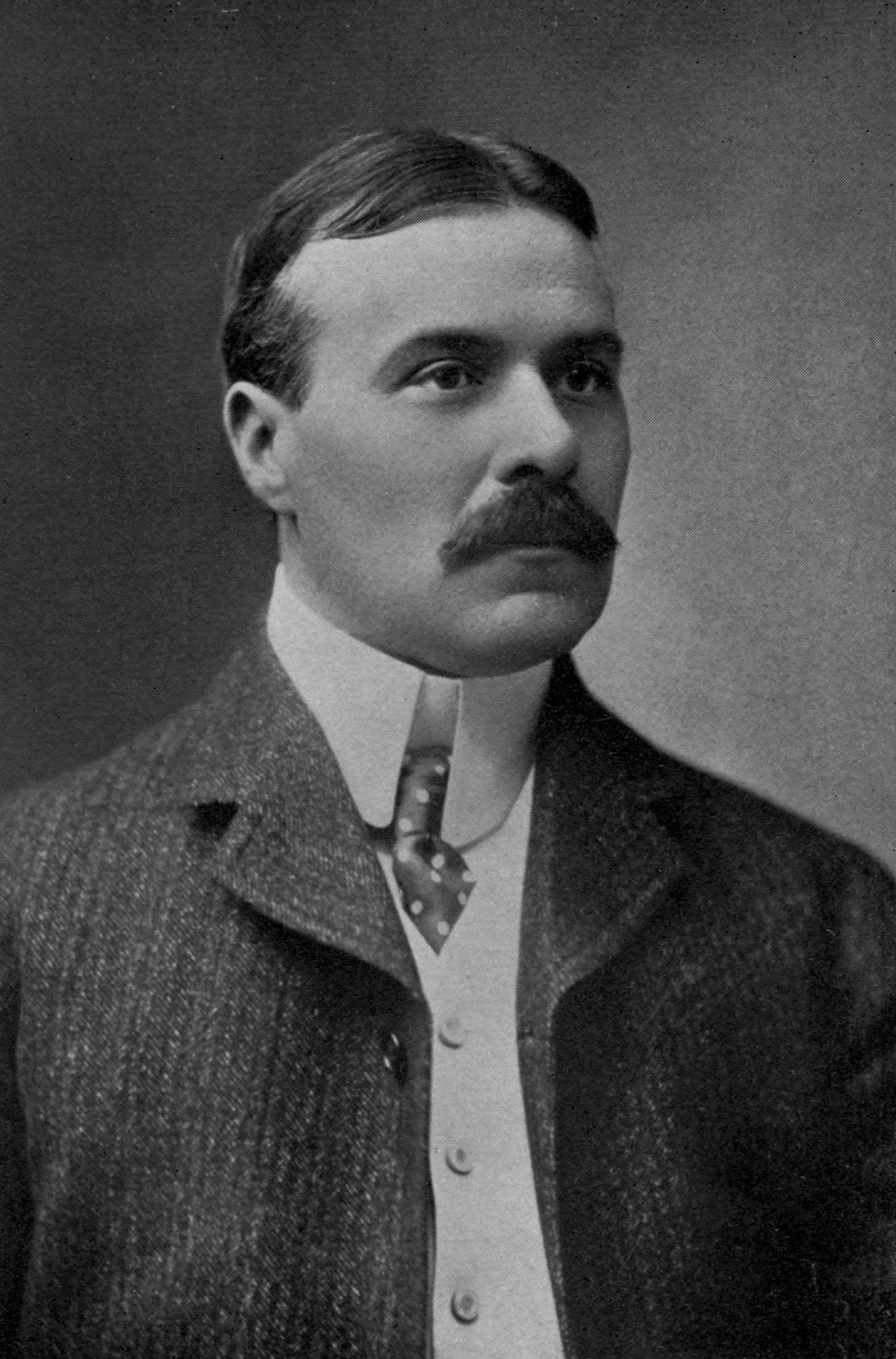
ロバート・W・チェンバース

ロバート・W・チェンバース（Robert W. Chambers, 1865年5月26日 - 1933年12月16日）は、アメリカ合衆国ニューヨーク州ブルックリン生まれのホラー小説家、大衆小説家。マサチューセッツ州ロードアイランドの創設者であるロジャー・ウィリアムズの直系の子孫。

## 生涯
パリのアカデミー・ジュリアンで美術を学んだ。帰米して画家、イラストレータとして『ライフ』誌や『ヴォーグ』誌のイラストを描いていたが、作家に転身し、1894年に『In the Quarter』で小説家としてデビュー。ホラーのほか、ファンタジーや歴史小説、女性向けの恋愛小説など大衆小説を多数執筆。
存命中に「アメリカ」(America、1924、監督：D・W・グリフィス）など14本の作品が映画化された。
有名な著作に、短編集『黄衣の王』や、収録作『黄の印』がある。『黄衣の王』は後にクトゥルフ神話に取り込まれており、作中に登場する本「黄衣の王」は禁断の文献に位置付けられている。

## 著作リスト
- 短編集『黄衣の王』（1895年）[2]。BOOKS桜鈴堂（電子書籍ほか、2021年）
  - 「名誉修理者」　The Repairer of Reputations
  - 「仮面」　The Mask
  - 「竜の路地にて」　In the Court of the Dragon
  - 「黄の印」　The Yellow Sign
  - 「イスの令嬢」　The Demoiselle d'Ys
  - 「予言者の楽園」　The Prophets' Paradise
  - 「四風の街」　The Street of Four Winds
  - 「初弾の街」　The Street of the First Shell
  - 「草原の聖母の街」　Street of Our Lady of the Fields
  - 「行き止まり」　Rue Barrée
- 短編集『The Maker of Moons』（1896年）
- 短編集『The Mystery of Choice』（1896年）
- In Search of the Unknown （1904年）
- The Tracer of Lost Persons （1906年）
- The Tree of Heaven （1907年）
- Police! （1915年）
- 『使者』 The Messenger。BOOKS桜鈴堂（電子書籍ほか、2013年）、日本オリジナルの連作短編集。